# Ibsen Pinheiro
Ibsen Valls Pinheiro GOMM (São Borja, 5 de julho de 1935 – Porto Alegre, 24 de janeiro de 2020) foi um jornalista, advogado e político brasileiro, filiado ao Movimento Democrático Brasileiro (MDB).
Foi promotor de justiça e procurador de justiça, deputado estadual no Rio Grande do Sul e presidente da Câmara dos Deputados durante o processo de impeachment de Fernando Collor de Mello. Após ser acusado de enriquecimento ilícito e irregularidades fiscais, teve o seu mandato cassado. Morreu no dia 24 de janeiro de 2020 vítima de uma parada cardiorrespiratória. 

## Biografia
Filho de Ricardo Pinheiro Bermudes e Lilia Valls Pinheiro. Formou-se em Direito pela Pontifícia Universidade Católica do Rio Grande do Sul (PUCRS) na década de 1960.
Na política começou em 1976, quando foi eleito vereador da cidade de Porto Alegre e, em 1978, deputado estadual, sempre pelo PMDB. A carreira como deputado federal pelo Rio Grande do Sul começou em 1982. Em 1986 foi eleito deputado constituinte e, de fevereiro de 1991 a fevereiro de 1992, foi o presidente da Câmara Federal, tendo conduzido o processo de impeachment do ex-presidente Fernando Collor de Mello. Em julho de 1991, Ibsen foi admitido por Collor à Ordem do Mérito Militar no grau de Grande-Oficial especial. Ainda assim, votou a favor de seu afastamento.
Em 1994, teve seu mandato cassado pela CPI que investigou as irregularidades no Orçamento da União, acusado pela revista Veja de participar do Escândalo dos Anões do Orçamento, um esquema de desvio de verbas, e condenado a ficar afastado da vida pública por oito anos.
Em 2000, o Supremo Tribunal Federal arquivou o processo em que era acusado de sonegação fiscal.
Na primeira eleição em que concorreu após a retomada de seus direitos políticos, em 2002, concorreu a deputado federal, mas não se elegeu. Porém, em 2004, retornou à política, elegendo-se vereador de Porto Alegre, tendo sido o candidato mais votado naquela eleição. Em 2006, foi eleito novamente deputado federal. Aliado do governo Lula, votou a favor da CPMF, mas bateu de frente com os interesses do Presidente ao enviar em 2009 a Emenda Ibsen Pinheiro, que retirou royalties do petróleo dos estados produtores, para divisão igual entre os estados brasileiros.
Foi deputado estadual e posicionou-se contra o impeachment de Dilma Rousseff.
Ibsen Pinheiro também faz parte do conselho deliberativo do Sport Club Internacional e era procurador de Justiça aposentado.

## Morte
Pinheiro faleceu em 24 de janeiro de 2020, vitimado por uma parada cardiorrespiratória. Pinheiro estava internado em um hospital em Porto Alegre.